# Lili von Asten
Lili von Asten, auch Lilly von Asten (* 1. März 1879 in Aachen; † 19. Dezember 1924 in Düsseldorf), war eine deutsche Malerin und Radiererin der Düsseldorfer Schule.

## Leben
Als einzige Tochter eines Textilfabrikanten verbrachte Lili von Asten Kindheit und Jugend in Eupen, damals ein Teil der preußischen Rheinprovinz. Eine künstlerische Ausbildung erhielt sie in der Damenmalschule des Düsseldorfer Malers und Grafikers Otto Heinrich. Dort war Henriette Schmidt-Bonn ihre Mitschülerin. Mit ihr schloss sie sich 1911 der Willingshäuser Malerkolonie an. Natur- und heimatverbunden, außerdem eine Anhängerin der Freilichtmalerei, schuf sie zahlreiche Ölgemälde, Aquarelle, Handzeichnungen und Radierungen mit Motiven aus dem Eupener Land, aus der Eifel und von der hessischen Schwalm.
Im Alter von 45 Jahren starb die Künstlerin an einer Hirnhautentzündung in Düsseldorf. Eine Ausstellung ihrer Werke aus dem Besitz des Eupener Geschichts- und Museumsvereins sowie von Leihgaben aus Privatbesitz veranstaltete das Stadtmuseum Eupen im Jahr 2021.